# Kąty (powiat proszowicki)
Kąty – wieś w Polsce położona w województwie małopolskim, w powiecie proszowickim, w gminie Radziemice.
W latach 1975–1998 miejscowość należała administracyjnie do województwa krakowskiego.